# Atalanta (Schiff)
Die Atalanta ist ein im Jahre 1901 erbauter Lotsenschoner, der in dieser Funktion von 1901 bis 1929 – damals unter dem Namen Cuxhaven – in der Elbmündung segelte. Außer Dienst gestellt, wurde das Schiff 1930 als Yacht umgetakelt. Es erhielt eine Schiffsmaschine und eine neue Inneneinrichtung. Es wurde auf seinen heutigen Namen umgetauft. 1950 erwarb die Bank M. M. Warburg, Brinkmann Wirtz & Co. den Lotsenschoner. Sie betrieb ihn über 40 Jahre. 1995 wurde das Schiff Eigentum des „Fördervereins Schoner Atalanta e.V.“ in Wismar durch eine Schenkung der Warburg-Bank. Nach einer achtjährigen Restaurierungsphase wurde das Schiff als Jugendschiff 2001 wieder in Dienst gestellt.

## Technische Daten
- Takeltyp: Gaffelschoner
- Baujahr: 1901
- Heimathafen: Wismar
- Werft: Peterswerft in Wewelsfleth
- Länge über alles: 36,00 m
- Breite über alles: 6,32 m
- Tiefgang achtern: 2,90 m
- Segelfläche: 334,00 m²
- Hauptmotor: Deutz 214 kW, 2100/min
- Hilfsdiesel: 4 und 16 kW
- Rumpf: Eichenholz